# Shenqiu
Der Kreis Shenqiu (chinesisch 沈丘县, Pinyin Shěnqiū Xiàn) ist ein Kreis in der chinesischen Provinz Henan, der zum Verwaltungsgebiet der bezirksfreien Stadt Zhoukou gehört. Shenqiu hat eine Fläche von 1.070 km² und zählt 933.000 Einwohner (Stand: Ende 2018).